# El Manantial, Puebla
El Manantial är en ort i Mexiko.   Den ligger i kommunen Zapotitlán och delstaten Puebla, i den sydöstra delen av landet, 220 km sydost om huvudstaden Mexico City. El Manantial ligger 2 123 meter över havet och antalet invånare är 125.
Terrängen runt El Manantial är kuperad. Runt El Manantial är det mycket glesbefolkat, med 5 invånare per kvadratkilometer. Närmaste större samhälle är Zaragoza, 12,4 km nordost om El Manantial. Trakten runt El Manantial består i huvudsak av gräsmarker.